# グアノクロル
グアノクロル(Guanochlor)は、交感神経遮断薬である。ブタの腎臓膜の非アドレナリン作用部位に結合することが知られている。